# Zuzana Havránková
Zuzana Havránková (* 31. prosince 1985 Rožňava; roz. Iršová) je česká ekonomka slovenského původu a profesorka Univerzity Karlovy.

## Životopis
Zuzana Havránková se narodila ve slovenské Rožňavě. Zabývá se především makroekonomií, měnovou ekonomií a ekonomií životního prostředí. Ve vědeckých publikacích používá své dívčí příjmení, Iršová, pod kterým je známa v zahraničí. Přednáší na Institutu ekonomických studií Univerzity Karlovy, přičemž dříve působila také na Helsinské univerzitě a Kalifornské univerzitě v Berkeley. Je autorkou volebního modelu KdoVyhrajeVolby.cz, který kombinuje sázkové kurzy a průzkumy veřejného mínění. V zahraničí je známa především svým publikovaným výzkumem na téma společenských nákladů emisí oxidu uhličitého, dopadů změn střídání zimního a letního času a sérií článků o kalibraci měnověpolitických modelů. Její výzkum byl publikován například v časopisech Nature Communications, Review of Economics and Statistics, Journal of Labor Economics, Journal of International Economics, IMF Economic Review, European Economic Review, Experimental Economics. Podle databáze RePEc patří mezi 100 nejúspěšnějších ekonomek na světě. Na její výzkum se v praxi odazuje například Bank of England, Evropský parlament a Mezinárodní měnový fond.
Jejím manželem je ekonom Tomáš Havránek, spolu mají čtyři děti.

## Ocenění
- 2025 Nejmladší profesorka v historii Univerzity Karlovy.[8]
- 2024 Cena pro nejlepší článek publikovaný v Experimental Economics.[9]
- 2018 Cena Kateřiny Šmídkové pro nejlepší českou ekonomku.[10]
- 2017 Vybrána jako účastník diskuze v Lindau s 16 držiteli Nobelovy ceny za ekonomii.[11]
- 2015 Cena guvernéra Národní banky Slovenska za nejlepší doktorskou dizertaci relevantní pro měnovou politiku.[12]
- 2015+2012 Cena České národní banky za nejlepší výzkumnou práci.[13]
- 2013 Cena ministra školství pro nejlepší studenty a absolventy.[14]
- 2010 Medaile za výzkum o rozvoji, Global Development Network.[15]